# Nuno Norte

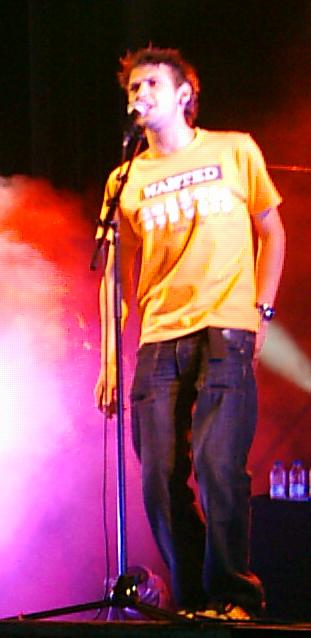
Nuno Norte ao vivo em Sacavém em 2005, com Filarmónica Gil.

Nuno Norte (Marinha Grande, 10 de Julho de 1977) é um cantor e músico português.
Destacou-se por ter vencido a primeira temporada do concurso Ídolos, que decorreu nos anos 2003 e 2004.
Em 2006 torna-se vocalista da Filarmónica Gil, grupo formado por João Gil completado por Rui Costa, ex-Silence 4.
Em 2008 iniciou um projecto apelidado de Teen Spirits, uma banda de tributo à banda de grunge rock Nirvana.
Em 2009 acabou por participar no Festival RTP da Canção 2009, após a desclassificação de Pedro Duvalle. Participou com a música Lua sem Luar, alcançou o 4º lugar final.
Em 2011 juntou-se a José Carlos Pereira e criaram a Banda Sal com a estreia do single "Raio de Sol".